# Католицизм в Сент-Люсии

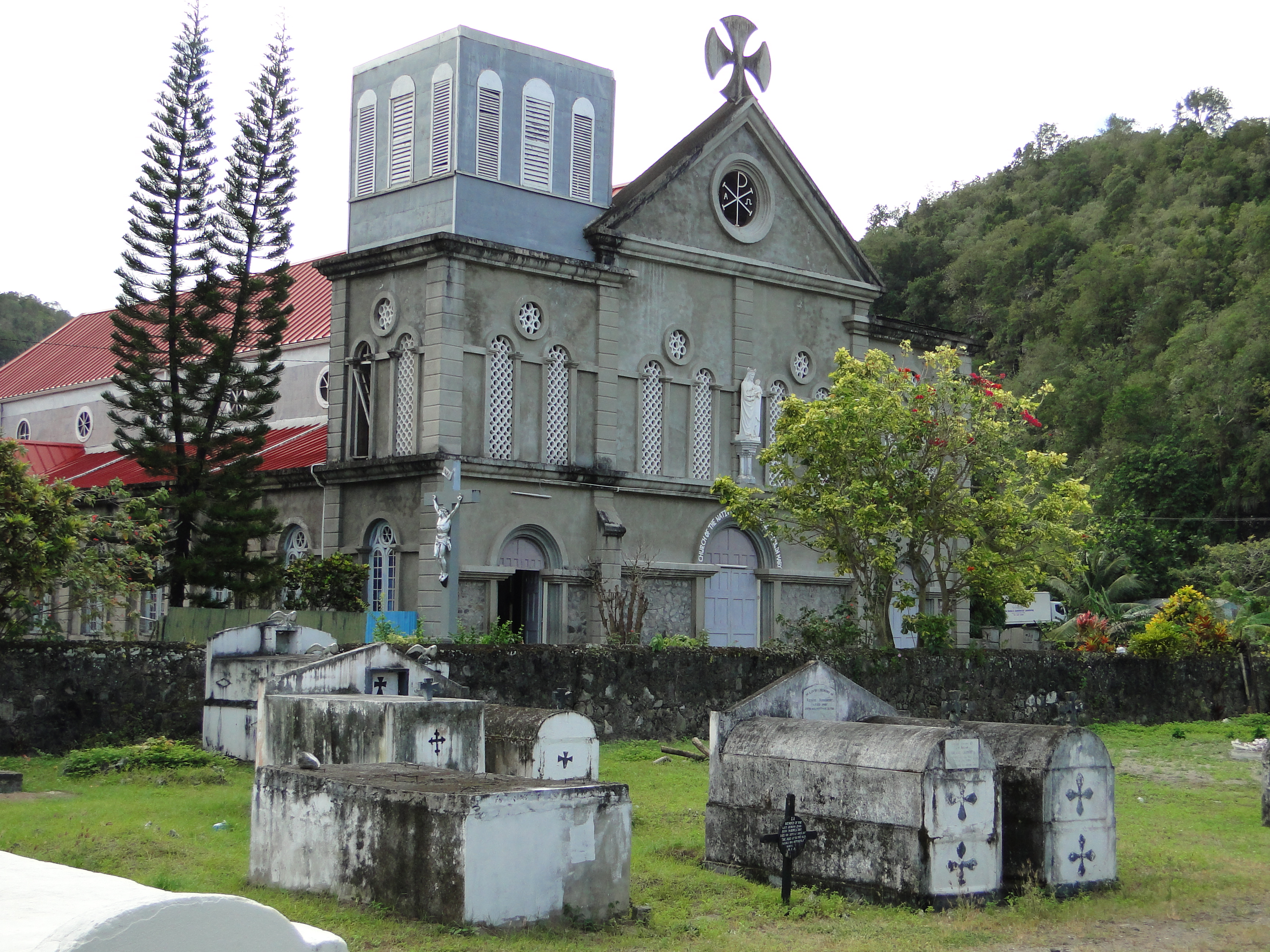
Церковь в Сент-Люсии

Католицизм в Сент-Люсии — Римско-Католическая Церковь в Сент-Люсии является частью всемирной Католической церкви. 
Численность католиков в Сент-Люсии составляет около 100 тысяч человек (67,5 % от общей численности населения).

## История
Католическая церковь на острове Сент-Люсия присутствует с 1749 года, когда сюда прибыл францисканец отец Косте. C самого начала до 1956 года католическая община Сент-Люсии подчинялась епископу Тринидада и Тобаго. 20 февраля 1956 года Римский папа Пий XII учредил в Сент-Люсии первую церковную структуру — епархию Кастри, которая вошла в митрополию Порт-оф-Спейна. В 1974 года епархия Кастри была преобразована в архиепархию.
Католическая церковь в Сент-Люсии входит в Конференцию католических епископов Антильских островов.
22 февраля 2014 года архиепископ Кастри Келвин Эдуард Феликс стал первым кардиналом Сент-Люсии.

## Нунции
1 сентября 1984 года Римский папа Иоанн Павел II выпустил бреве «Qui divino consilio», которой учредил в Сент-Люсии апостольскую нунциатуру.
- Мануэл Монтейру де Каштру (25.04.1987 — 21.08.1990) — назначен апостольским нунцием в Эль-Сальвадоре;
- Eugenio Sbarbaro (7.08.1991 — 26.04.2000) — назначен апостольским нунцием в Сербии и Черногории;
- Emil Paul Tscherrig (20.01.2001 — 22.05.2004) — назначен апостольским нунцием в Корее;
- Thomas Edward Gullickson (20.12.2004 — 21.05.2011) — назначен апостольским нунцием на Украине;
- Nicola Girasoli (29.10.2011 — по настоящее время).